# Perspectiva militar

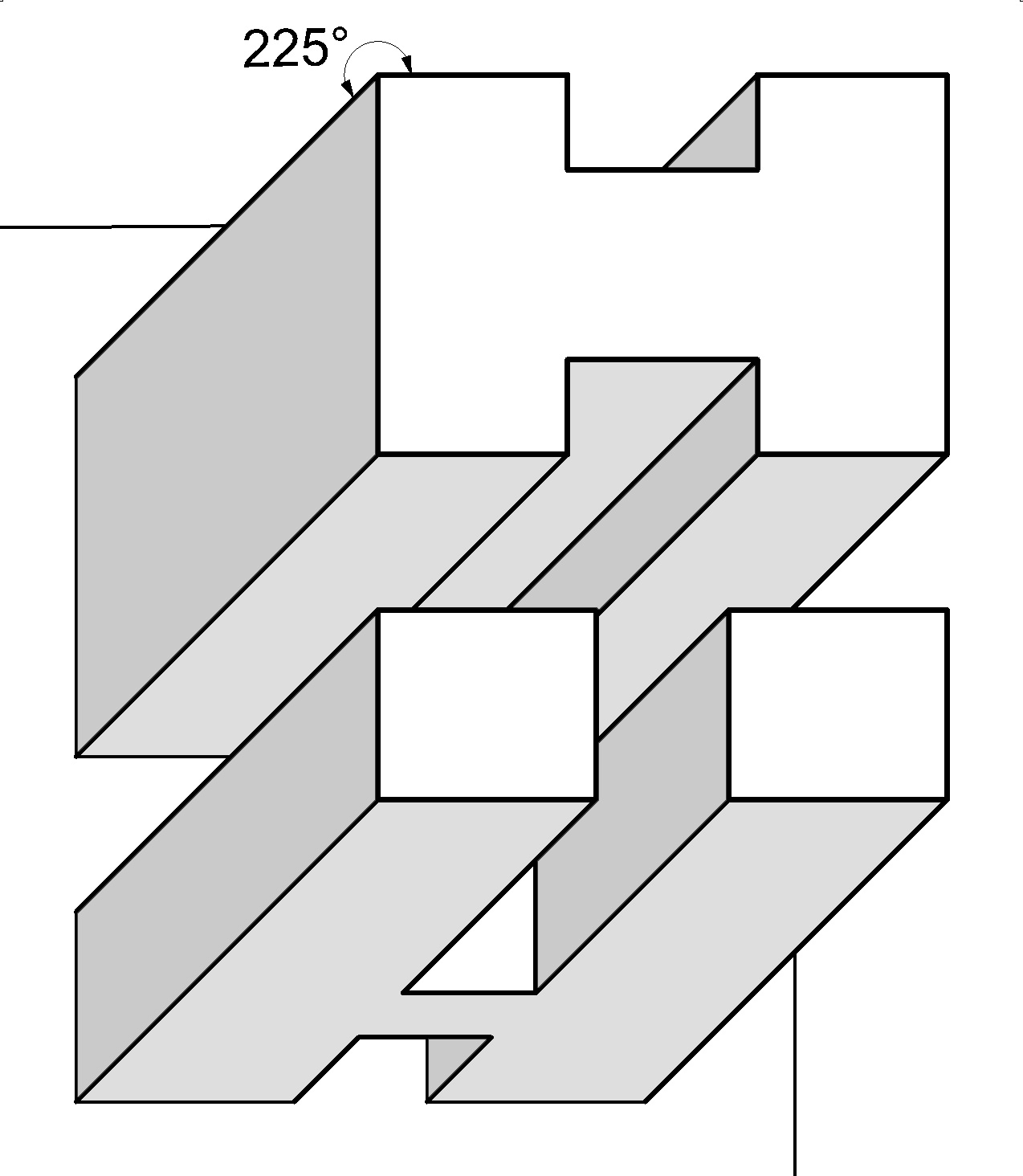
Ejemplo de perspectiva militar a vista de pájaro

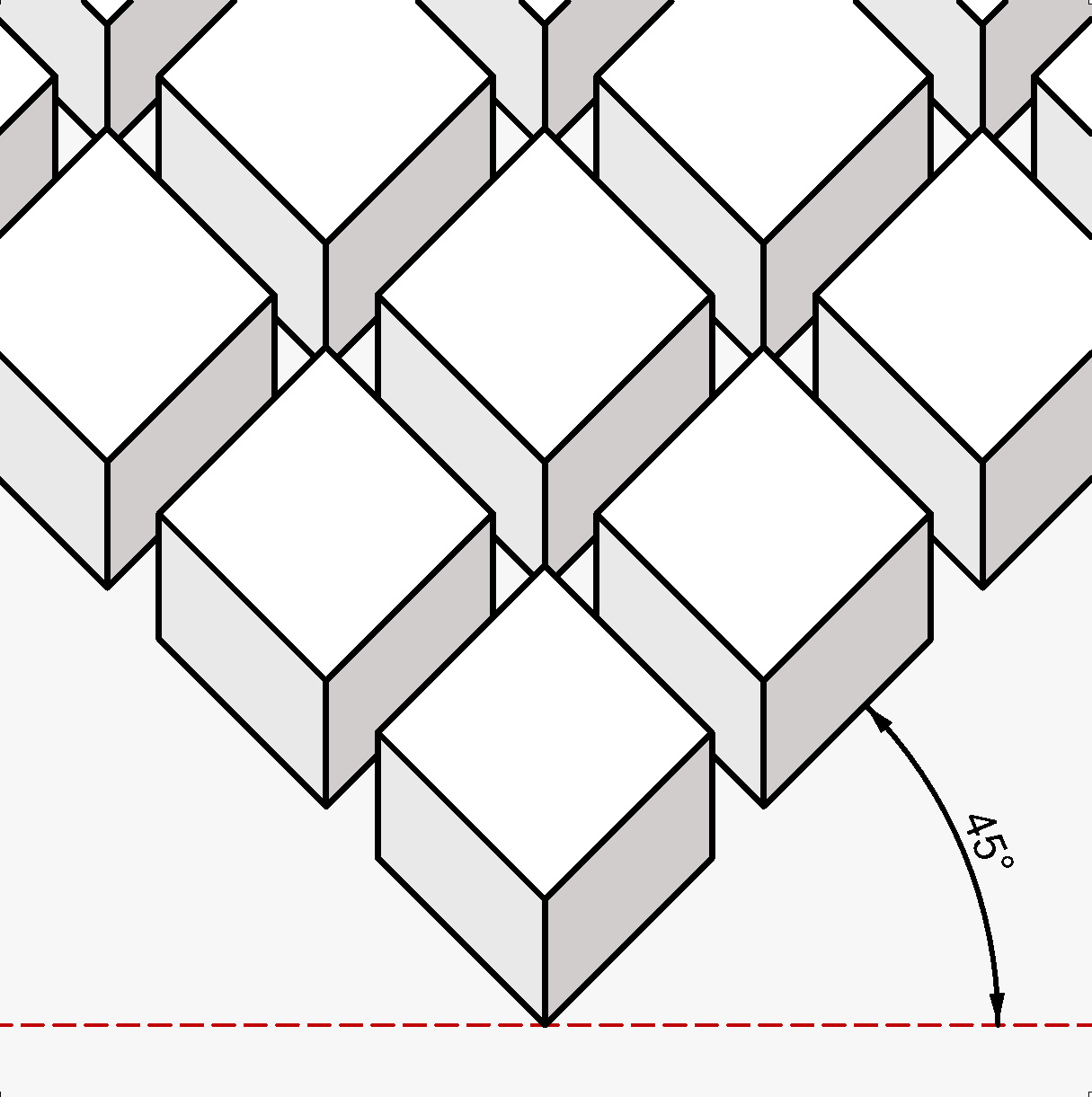
Perspectiva militar, variación a 45°

Perspectiva militar o cabinet es una proyección paralela oblicua, un sistema de representación por medio de tres ejes cartesianos (X, Y, Z). 
En el dibujo, el eje Z es el vertical, mientras que los otros dos (X, Y) forman 90° entre sí, determinando el plano horizontal (suelo). Normalmente, el eje X se encuentra a 120° del eje Z, mientras que eje Y se encuentra a 150° de dicho eje. 
La principal ventaja radica en que las distancias en el plano horizontal conservan sus dimensiones y proporciones. Las circunferencias en el plano horizontal se pueden trazar con compás, pues no presentan deformación. Las circunferencias en los planos verticales se representan como elipses. 
La perspectiva militar es un sistema de representación hipotético, debido a que la única forma de que presenten 90° los ejes X e Y, solo sería mirando el cuerpo desde arriba.

## Trazado de la perspectiva militar
El eje z es vertical, el eje x forma un ángulo circular a la misma, y el eje y es perpendicular al eje x, esto es forma un ángulo de 60° con la horizontal, por tanto coinciden con las características del cartabón, como podemos ver.
Poniendo una regla horizontal podemos trazar el eje vertical empleando el ángulo recto del cartabón, con el vértice de 30° trazamos el eje x, y perpendicular a él con el vértice de 60° el eje y.
Situando las coordenadas de un punto sobre los ejes, y trazando las rectas paralelas oportunas podemos ver la perspectiva del punto según el sistema militar.
|  |  |  |  |

Con una regla horizontal y una escuadra, también se puede trazar una forma de perspectiva militar con eje z vertical y los ejes x,e y formando 45° sobre la horizontal.
|  |  |  |  |

### Un ejemplo de perspectiva militar
Si trazamos la perspectiva militar de un cubo con una circunferencia en cada una de sus caras, con el eje z vertical, el eje y formando un ángulo de 150 grados respecto a z, y el eje x formando un ángulo de 120 grados sobre z, el resultado es el de la derecha, el cuadrado superior tiene la medidas reales, el cuadrado se dibuja como un cuadrado y la circunferencia como una circunferencia, las medidas en las líneas de fuga se han reducido al 50%, por lo que estos dos cuadrados se han trasformado en romboides y las circunferencias en elipses.
Otro ejemplo de esta perspectiva es trazando el eje z vertical, el eje y formando un ángulo de 120 grados respecto a z y el eje x formando 150 grados respecto a z, y reduciendo al 50% las medidas en las líneas de fuga, como se ve a la derecha. Esta figura es la simétrica del caso anterior y las dos se pueden trazar empleando una regla y un cartabón.
Si en trazado de la perspectiva militar empleamos una escuadra, trazando el eje z vertical y los ejes x e y formando 135 grados respecto de z, tenemos una perspectiva dimetrica y simétrica respecto el eje vertical.
Empleando una reducción del 50% en las líneas de fuga el resultado sería el de la derecha.

## Ejemplo vertical
|  |  |  |  |  |

|  |  |  |  |  |

## Ejemplo horizontal
|  |  |  |  |  |

|  |  |  |  |  |